# HappyHolograms
"#HappyHolograms" é o décimo e último episódio da 18.ª temporada da série animada South Park. Escrito e dirigido por Trey Parker, o episódio foi transmitido pelo canal Comedy Central em 10 de dezembro de 2014, sendo a segunda parte de uma trama que teve início no episódio anterior, "#Rehash".

## Produção e referências
O episódio #HappyHolograms apresenta diversas referências a acontecimentos de episódios anteriores da série, especialmente no que diz respeito à vida dupla de Randy Marsh como Lorde. O personagem Steve, do atendimento ao cliente, retorna de "Grounded Vindaloop", assim como o logo dos Washington Redskins, presente em "Go Fund Yourself", enquanto o desejo de Eric Cartman de ter seu próprio banheiro remete ao episódio "The Cissy".
No comentário de áudio do DVD, Trey Parker e Matt Stone, ao refletirem sobre o episódio, consideraram que a história teria sido mais eficaz se dividida em três partes, em vez de duas. Isso ocorreu porque havia muito conteúdo adicional que queriam incluir, mas o tempo disponível não era suficiente. O plano inicial era desenvolver a história em três episódios, mas a escolha foi por dois.
O episódio também faz várias alusões às mortes de Eric Garner e Michael Brown, além das acusações de agressão sexual contra Bill Cosby.

## Enredo
Kyle Broflovski acredita que a popularidade dos Let's Plays está prejudicando o país e faz um apelo no Twitter para unir as famílias. Em resposta, Bill Cosby o convida para participar de um especial de Natal na TV. O especial, parte de uma conspiração do ex-produtor de Randy, acaba sendo dominado pela crescente popularidade de Cartman, cujos comentários se espalham pelo mundo. Enquanto isso, Randy e Sharon Marsh tentam registrar um boletim de ocorrência sobre a identidade secreta de Randy, mas a polícia duvida que ele seja a Lorde. Quando o holograma de Tupac aparece para capturar Randy, ele foge para sua casa com o holograma de Michael Jackson. Lá, Randy descobre que Kyle e Stan estão sendo feitos reféns pelo produtor.
O produtor revela que sua intenção é influenciar a cultura da nova geração após seu neto afirmar que seu ídolo era PewDiePie. Cartman, fortalecido por sua popularidade digital, começa a invadir todas as cenas com seus comentários e usa essa influência para exigir um banheiro transgênero. Tupac e Michael Jackson se unem contra o produtor, invadem o local onde os reféns estão e o matam. Kyle então se desculpa com Ike e finalmente aceita que ele terá seus próprios interesses. Ike lança a hashtag #webelieveinyou no Twitter, PewDiePie aparece e derrota Cartman.
No final, a família de Kyle decide passar mais tempo junta, e ele conclui que, pelo menos, as celebridades do YouTube são mais autênticas. PewDiePie faz mais uma aparição para agradecer a South Park.

## Repercussão
#HappyHolograms recebeu críticas mistas. Chris Longo, do Den of Geek, deu ao episódio quatro de cinco estrelas, comentando que Parker e Stone se empenharam em criar um episódio com quase nenhum enredo, misturando participações de celebridades falsas e absurdas, basicamente despejando um monte de nonsense na tela apenas para se inserir nos assuntos do momento do Twitter. Por outro lado, os colaboradores dos sites IGN e The A.V. Club, Max Nicholson e Dan Caffrey, respectivamente, criticaram o enredo, descrevendo-o como "confuso", "apressado" e "bagunçado".